# Warialda
Warialda är en ort i Australien. Den ligger i regionen Gwydir och delstaten New South Wales, i den sydöstra delen av landet, omkring 480 kilometer norr om delstatshuvudstaden Sydney. Antalet invånare är 1 206.
Trakten runt Warialda är nära nog obefolkad, med mindre än två invånare per kvadratkilometer.. Det finns inga andra samhällen i närheten.
I omgivningarna runt Warialda växer huvudsakligen savannskog. Genomsnittlig årsnederbörd är 823 millimeter. Den regnigaste månaden är januari, med i genomsnitt 137 mm nederbörd, och den torraste är oktober, med 27 mm nederbörd.